# Xylocopa mohnikei
Xylocopa mohnikei är en biart som beskrevs av Cockerell 1907. Xylocopa mohnikei ingår i släktet snickarbin, och familjen långtungebin. Inga underarter finns listade i Catalogue of Life.